# Heartbeat (singel Margaret)
Heartbeat – singel Margaret, wydany 23 lutego 2015, promujący jej debiutancki album studyjny Add the Blonde. Piosenka została napisana i skomponowana przez samą wokalistkę we współpracy z Joakimem Buddee.
Kompozycja była notowana na 11. miejscu na liście AirPlay, najczęściej granych utworów w polskich rozgłośniach radiowych.

## Powstanie utworu
Utwór został napisany i skomponowany przez Margaret we współpracy z Joakimem Buddee i umieszczony na jej debiutanckim albumie studyjnym – Add the Blonde, wydanym 26 sierpnia 2014. Na początku lutego 2015 artystka w jednym z wywiadów potwierdziła wybranie piosenki „Heartbeat” na trzeci singel promujący wydawnictwo.
Piosenkarka, wspominając proces powstawania utworu, powiedziała:

Tworząc ten utwór, myślałam przede wszystkim o rytmie i to on tutaj jest najważniejszy. W tekście powariowaliśmy ze znaczeniem słowa „beat”, zacytowaliśmy także sławne „Beat It” Michaela Jacksona, a to wszystko po to aby serce tego utworu biło i pulsowało jeszcze bardziej. Pamiętam jak wraz z moim producentem komponowaliśmy ten kawałek w piwnicy na Pradze starając się zagłuszyć odgłosy ulicy i wtedy nikt z nas nie pomyślał, że ta piosenka może stać się singlem i że tak spodoba się moim fanom.

## Premiera i wykonania na żywo
Kompozycja została premierowo zaprezentowana przez wokalistkę 9 lutego 2015 podczas gali wręczenia Telekamer, transmitowanej za pośrednictwem telewizji TVP2. 23 lutego w radiu Eska odbyła się premiera radiowa singla.

Mój ulubiony moment w tej piosence jest wtedy, gdy zaczyna się bridge i bębny są takie kwadratowe i pod włos, choć w przedziwny sposób wszystko się zgadza… To jest naprawdę świetne.

Margaret wykonała ponadto piosenkę m.in. 2 maja 2015 w talent show Mali giganci, podczas trasy koncertowej Lato Zet i Dwójki 2015, organizowanej przez TVP2 i Radio Zet oraz 29 sierpnia na gali Eska Music Awards 2015.

## „Heartbeat” w radiach
Nagranie było odtwarzane przez rozgłośnie radiowe, w tym ogólnopolskie takie jak RMF FM, Radio Eska, Radio Zet czy RMF Maxxx. Utwór był notowany m.in. na 1. pozycji na liście przebojów Gorąca 20 w Radiu Eska oraz na 2. miejscu na POPLiście w RMF FM.
Singel znalazł się na 11. miejscu na liście AirPlay, najczęściej odtwarzanych utworów w polskich radiostacjach.

## Teledysk
12 czerwca 2015 za pośrednictwem serwisu YouTube odbyła się premiera teledysku do piosenki. Klip został wyreżyserowany przez Olgę Czyżykiewicz. W wideo dominują sceny tańczącej Margaret w towarzystwie profesjonalnych tancerzy.

Teledysk do „Heartbeat” to była chyba moja najdłuższa i najcięższa przygoda z produkcją do tej pory. Scenariusz i lokacje zmieniały się z dnia na dzień, aż w końcu padło na studio. Od samego początku wiedziałam, że ten teledysk musi być taneczny. Sama myśl o tym troszeczkę mnie przerażała, ale po kilku próbach okazało się, że nie jest tak źle (...) Ten teledysk jest nieco inny niż poprzednie, bo to pierwszy klip wizerunkowo-taneczny.

- Scenariusz i reżyseria: Olga Czyżykiewicz
- Zdjęcia: Kajetan Plis
- Montaż: Nikodem Chabior
- Kierownik produkcji: Alicja Jagodzińska
- Choreografia: Sandra Rzeźniczak
- Asystent kamery: Wojtek Szumski
- Oświetlenie: Darek Barwiejuk, Roman Machała, Kuba Zawistowski, Michał Kruk
- Stylista: Bartek Indyka
- Charakteryzacja: Anna Ampulska
- Asystentka charakteryzacji: Katarzyna Przybysz
- Fryzjer: Bartek Janusz
- Asystent fryzjera: Mariusz Dyczkowski
- Kierownik planu: Michał Michałowski
- Wózkarze: Andrzej Kalbarczyk, Robert Banasiak

## Wykorzystanie utworu
Latem 2015 fragment kompozycji został wykorzystany w jednym ze spotów z udziałem Margaret, w którym zachęcała do finansowego wsparcia podopiecznych Fundacji Polsat. Spot emitowany był na antenie telewizji Polsat oraz na kanałach tematycznych Grupy Polsat. Na początku 2016 utwór został również wykorzystany w jednym ze spotów kampanii reklamowej sieci komórkowej Play, w której udział wzięła wokalistka.

## Notowania

### Pozycje na listach airplay
| Kraj   | Lista (2015)               | Najwyższa pozycja |
| ------ | -------------------------- | ----------------- |
| Polska | AirPlay – Top              | 11                |
| Polska | AirPlay – Nowości          | 2                 |
| Polska | AirPlay – Największe skoki | 4                 |

### Pozycje na listach przebojów
| Kraj   | Lista (2015)                              | Najwyższa pozycja |
| ------ | ----------------------------------------- | ----------------- |
| Polska | Radio Bielsko (Codzienna Lista Przebojów) | 1                 |
| Polska | Radio Eska (Gorąca 20)                    | 1                 |
| Polska | Radio PiK (Lista Przebojów Radia PiK)     | 30                |
| Polska | Radio Szczecin (SLiP)                     | 21                |
| Polska | Radio Zet (Lista przebojów)               | 17                |
| Polska | RMF FM (POPLista)                         | 2                 |
| Polska | RMF Maxxx (Hop Bęc)                       | 7                 |

## Wyróżnienia i nominacje
| Rok  | Konkurs                       | Kategoria                                                      | Rezultat    |
| ---- | ----------------------------- | -------------------------------------------------------------- | ----------- |
| 2015 | Przebój lata RMF FM 2015      | Przebój lata                                                   | 12. miejsce |
| 2015 | Gorąca 100                    | 100 największych hitów 2015                                    | 27. miejsce |
| 2015 | Przebój roku RMF FM 2015      | Przebój roku                                                   | 17. miejsce |
| 2016 | Polsat SuperHit Festiwal 2016 | Radiowy przebój roku                                           | Nominacja   |
| 2016 | Polsat SuperHit Festiwal 2016 | Przebój Faktu – Nagroda specjalna czytelników dziennika „Fakt” | Wygrana     |
| 2016 | Plebiscyt Radia Zet           | Sylwestrowy przebój nr 1                                       | Nominacja   |